# ボビー・シモンズ
ボビー・シモンズ（Bobby Simmons, 1980年2月2日 - ）は、アメリカ合衆国イリノイ州シカゴ出身の元バスケットボール選手。デポール大学出身。ポジションはスモールフォワード。

## 経歴
2001年のNBAドラフトで、2順目42位という下位指名でNBA入り。シアトル・スーパーソニックスからの指名だったが、ワシントン・ウィザーズにトレード。01-02シーズンはウィザーズで30試合に出場、左ひざの負傷により終盤の31試合に欠場した。2002年9月11日にリチャード・ハミルトン、ヒューバート・デービスと共にデトロイト・ピストンズのジェリー・スタックハウス、ブライアン・カーディナル、ラトコ・バルダと放出されたが、9月24日に解雇され、10月1日にウィザーズと契約を結んだ。10月28日に解雇されたが、12月27日にウィザーズと再契約を結んだ。02-03シーズン当初は下部リーグでプレイしていたが、シーズン後半にウィザーズでプレー、36試合に出場した。
フリーエージェントとなったシモンズは2003年9月27日にロサンゼルス・クリッパーズと契約、03-04シーズンは56試合に出場した。04-05シーズンには、スターターの座をつかみ16.4得点、5.9リバウンドという好成績を記録。MIP（最も成長した選手）を受賞した。
2005年のオフにFAでミルウォーキー・バックスと契約した。05-06シーズンは、前年より若干数字を落としたもののスターターとしてバックスのプレイオフ出場に貢献した。
06-07シーズンは開幕前のトレーニングキャンプ時に故障が発覚。右足首の手術を強いられ、シーズン中の出場は絶望となった。
2008年6月26日、2008年のNBAドラフト数時間前に、易建聯とともにニュージャージー・ネッツのリチャード・ジェファーソンとのトレードで放出された。2008-09シーズン、3ポイントシュート成功率でリーグ5位となった。
2010年9月25日、サンアントニオ・スパーズと契約したが、同年11月に解雇された。
2011年3月、NBAデベロップメント・リーグのリノ・ビッグホーンズと契約した。
2012年2月27日、ロサンゼルス・クリッパーズと10日間契約を結んだ。更に3月9日にも2度目の10日間契約を結び、3月24日に3度目の10日間契約を結びその後引退した。